# ألتون القرق
ألتون القرق قرية تتبع ناحية حمام واصل في منطقة بانياس التابعة لمحافظة طرطوس.